# Oeconomia christiana
Die Oeconomia Christiana ist eine frühneuzeitliche Hauslehre, verfasst vom „thüringischen Reformator“ Justus Menius. Martin Luther schrieb eine 13 Seiten lange Vorrede.
Der gesamte Titel der „Oeconomia Christiana“ lautet: „An die hochgeborene Furstin/ Fraw Sibilla Hertzogin zu Sachsen/ Oeconomia Christiana/ das ist/ von Christlicher haushaltung Justi Menij'. Mit einer schönen Vorrede.“ Das etwa 225 Seiten starke Werk verfasste Justus Menius 1529 in Gotha und ließ es im selben Jahr in Wittenberg als selbstständige Schrift drucken. Allein 1529 erschienen davon fünf Auflagen, weitere neun im Laufe der 1530er Jahre. Bis 1556, also in 17 Jahren, sind 17 Auflagen bekannt. Keine der Eheschriften Luthers wurde in diesem Zeitraum so oft aufgelegt.
Die „Oeconomia Christiana“ gehört zum lutherischen Eheschrifttum, das sich sehr oft auch mit dem Hausstand befasst. Damit stellt es zugleich eine der Komponenten dar, aus denen sich später, ab dem Ende des 16. Jahrhunderts, die (protestantische) Hausväterliteratur bilden wird. Die Ehe und der auf ihr gründende Hausstand (incl. Kinder und Gesinde) stellt nach Luther zusammen mit dem Stand der Prediger (Kirche) und dem Obrigkeitsstand („staatlicher“ Bereich) die Grundlage der von Gott selbst in der Schöpfung eingerichteten Gesellschaftsordnung dar (lutherische Dreiständelehre). Die ehelosen Stände der Ordensgemeinschaften und des Klerus haben in dieser Ordnung keinen Platz. Daher rührt die hohe Bedeutung, die die Lutheraner dem Ehe- und Hausstand in den Auseinandersetzungen mit dem Papsttum zumaßen: Er war das Gegenmodell zum „widernatürlichen“ Zölibat, mit dem ihrer Ansicht nach die katholischen Geistlichen in selbstüberheblicher Weise ihre Gottgefälligkeit beweisen wollten. Die „Oeconomia Christiana“ des Justus Menius stellt die lutherische Hauslehre zum ersten Mal zusammenhängend dar und hatte einen enormen Einfluss auf die späteren lutherischen Schriften über diesen Themenbereich.